# Hanstholm Fyr
Hanstholm Fyr (med fyrmesterbolig) blev bygget på Hanstholmknuden i 1843 som Danmarks største og kraftigste fyr. På den tid havde Jørgen Hansen Koch som hofbygmester det overordnede ansvar for byggeriet af fyrtårne, og Georg Holgreen fik som konduktør til opgave at forestå opførelsen af fyr ved bl.a. Fornæs og Hanstholm.
Den oprindelige konstruktion, som stod færdig i 1842, var imidlertid for svag til at bære optikken og slog revner. Kontrakten var ikke præcis nok til at placere ansvaret, men murermester Sibbern rev, for egen regning, tårnet ned og byggede et nyt og stærkere. Sibbern indrømmede, at han havde misforstået anvisningerne vedrørende murenes tykkelse, men fastholdt, at de oprindelige tegninger fra Holgreen ikke havde været gode nok. Denne kritik gik Holgreen på i en sådan grad at han hængte sig i fyrets kælder. Herefter blev Jens Poulsen Jacobsen ny konduktør. Fyret stod færdig 6. november 1843 og gik i drift 15. december.
I 1889 blev Hanstholm Fyr som det første danske fyr monteret med elektrisk lys og fik desuden en 1.ordens fresnel-linse, hvad der gjorde det til det kraftigste fyr i verden i en periode.